# Малодівицька селищна рада
Малодівицька се́лищна ра́да — адміністративно-територіальна одиниця та орган місцевого самоврядування у Прилуцькому районі Чернігівської області. Адміністративний центр — селище міського типу Мала Дівиця.

## Загальні відомості
Малодівицька селищна рада утворена у 1918 році.
- Територія ради: 82,194 км²
- Населення ради: 2 619 осіб (станом на 2001 рік)

## Населені пункти
Селищній раді підпорядковані населені пункти:
- смт Мала Дівиця
- с. Клеці
- с. Новий Лад
- с. Перше Травня
- с. Шевченка

## Склад ради
Рада складається з 20 депутатів та голови.
- Голова ради: Журавель Олена Петрівна[1]
- Секретар ради: Козенко Наталія Тимофіївна

### Керівний склад попередніх скликань
| Прізвище, ім'я, по батькові | Основні відомості                                                | Дата обрання | Дата звільнення |
| --------------------------- | ---------------------------------------------------------------- | ------------ | --------------- |
| Фесик Василь Іванович       | Селищний голова, 1954 року народження, освіта вища, безпартійний | 26.03.2006   | 31.10.2010      |
| Фесик Василь Іванович       | Селищний голова, 1954 року народження, освіта вища, безпартійний | 31.10.2010   |                 |

Примітка: таблиця складена за даними сайту Верховної Ради України

### Депутати
За результатами місцевих виборів 2010 року депутатами ради стали:

#### За суб'єктами висування
| Суб'єкт висування            | Кількість обраних депутатів | %  |
| ---------------------------- | --------------------------- | -- |
| Самовисування                | 19                          | 95 |
| Соціалістична партія України | 1                           | 5  |

#### За округами
| № округу                     | Прізвище, ім'я, по батькові         | Дата визнання обраним | Освіта             | Партійна приналежність             | Відомості про обраного депутата                                 |
| ---------------------------- | ----------------------------------- | --------------------- | ------------------ | ---------------------------------- | --------------------------------------------------------------- |
| Соціалістична партія України |                                     |                       |                    |                                    |                                                                 |
| 9                            | Недопьокіна Валентина Володимирівна | 03.11.2010            | середня спеціальна | член Соціалістичної партії України | страхова компанія «Оранта», страховий агент                     |
| Самовисування                |                                     |                       |                    |                                    |                                                                 |
| 1                            | Лепська Тетяна Григорівна           | 03.11.2010            | вища               | позапартійна                       | пенсіонер                                                       |
| 2                            | Свистун Олександр Леонідович        | 03.11.2010            | вища               | позапартійний                      | ТОВ «КРОК-УкраЗалізБуд», електрик                               |
| 3                            | Мокренець Наталія Миколаївна        | 03.11.2010            | середня спеціальна | позапартійна                       | Малодівицька бібліотека, бібліотекар                            |
| 4                            | Омельченко Надія Володимирівна      | 03.11.2010            | середня спеціальна | позапартійна                       | пенсіонер                                                       |
| 5                            | Тимко Антоніна Володимирівна        | 03.11.2010            | середня спеціальна | позапартійна                       | Малодівицька районна лікарня, реєстратор                        |
| 6                            | Смаль Клавдія Василівна             | 03.11.2010            | середня            | позапартійна                       | дільниця ПУГГ, техпрацівник                                     |
| 7                            | Пінчук Тамара Федосіївна            | 03.11.2010            | вища               | позапартійна                       | Малодівицька загальноосвітня школа І-ІІІ ст., вчитель           |
| 8                            | Неїжкаша Станіслав Борисович        | 03.11.2010            | вища               | позапартійний                      | тимчасово не працює                                             |
| 10                           | Петрик Наталія Миколаївна           | 03.11.2010            | середня спеціальна | позапартійна                       | ЧФ «Укртелеком», начальник дільниці                             |
| 11                           | Козенко Наталія Тимофіївна          | 03.11.2010            | середня спеціальна | позапартійна                       | Малодівицька селищна рада, секретар                             |
| 12                           | Колоша Галина Анатоліївна           | 03.11.2010            | середня            | позапартійна                       | тимчасово не працює                                             |
| 13                           | Журавель Олена Петрівна             | 03.11.2010            | середня спеціальна | позапартійна                       | Малодівицька селищна рада, спеціаліст-землевпорядник            |
| 14                           | Федорченко Олександр Віталійович    | 03.11.2010            | незакінчена вища   | позапартійний                      | Прилуцьке Управління газового господарства, слюсар              |
| 15                           | Котеленець Тетяна Анатоліївна       | 03.11.2010            | середня спеціальна | член Партії регіонів               | Малодівицький дитячий садок, вихователь                         |
| 16                           | Кобзар Катерина Андріївна           | 03.11.2010            | середня спеціальна | позапартійна                       | пенсіонер                                                       |
| 17                           | Кобзар Вікторія Олександрівна       | 03.11.2010            | середня спеціальна | позапартійна                       | Малодівицька загальноосвітня школа І-ІІІ ст., оператор котельні |
| 18                           | Тонкаль Валентина Олександрівна     | 03.11.2010            | вища               | позапартійна                       | Малодівицька районна бібліотека, бібліотекар                    |
| 19                           | Шило Надія Борисівна                | 03.11.2010            | середня            | позапартійна                       | приватне підприємство, продавець                                |
| 20                           | Більченко Іван Васильович           | 03.11.2010            | середня спеціальна | позапартійний                      | пенсіонер                                                       |